# Wektor (medycyna)

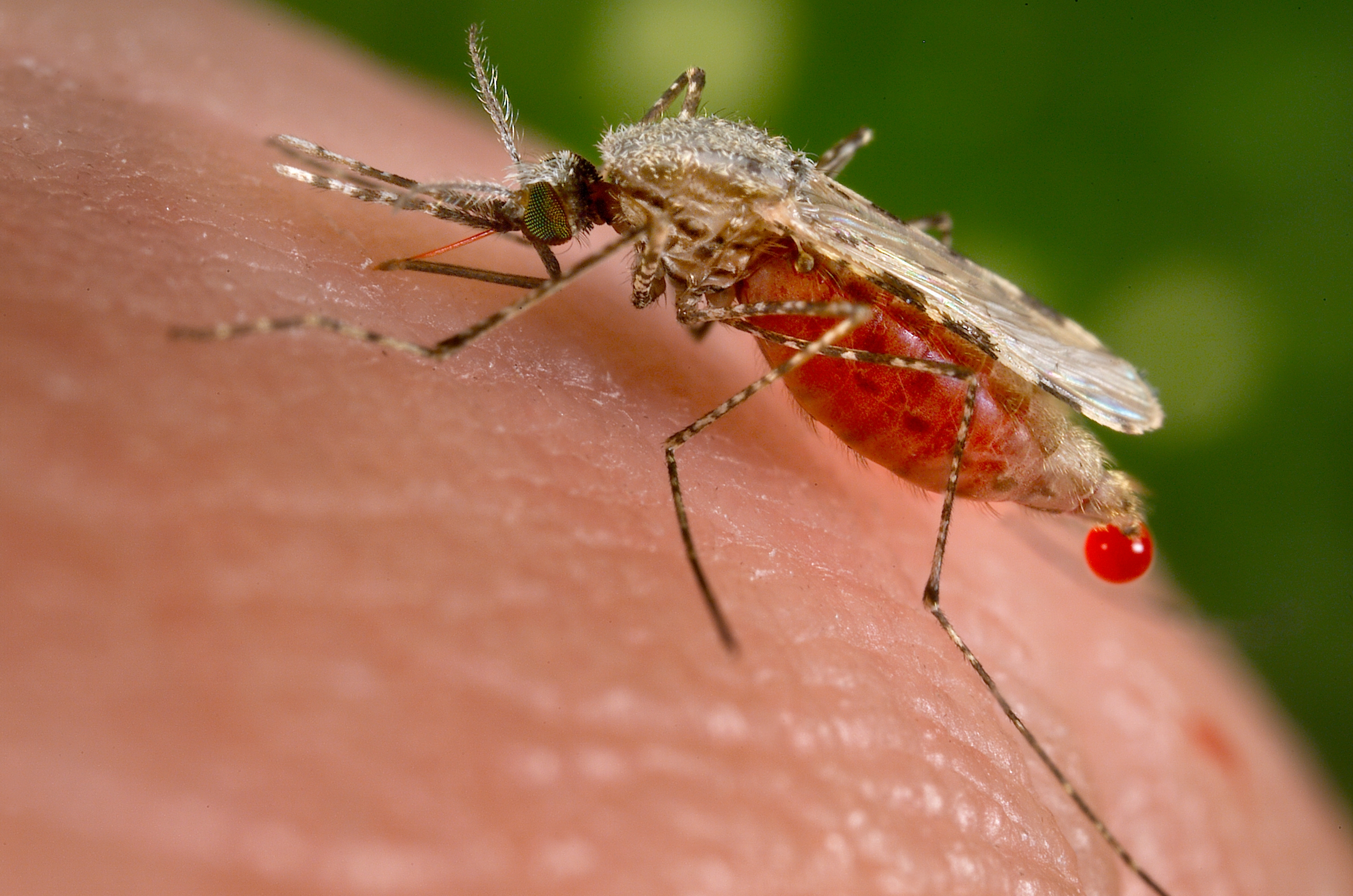
Komar bezpośrednio po napiciu się krwi człowieka. Komary są wektorami wielu chorób w tym malarii.

Wektor − organizm przenoszący patogeny roślin lub zwierząt.
Przykłady:
- pchła szczurza, która przenosi pałeczki dżumy i może zakażać inne szczury lub ludzi[2],
- mrówkowate przenoszące metacerkarię motyliczki wątrobowej,
- mszyca przenosząca wirus ospowatości śliwy[3],
- komar przenoszący m.in. malarię.